# Alexander Wjatscheslawowitsch Alexejew
Alexander Wjatscheslawowitsch Alexejew (russisch Александр Вячеславович Алексеев, englische Transkription: Aleksander Vyacheslavovich Alekseev; * 30. April 1981 in Taschkent, Usbekische SSR, Sowjetunion) ist ein ehemaliger russischer Boxer. Er war 2012 EBU-Europameister und 2013 IBF-WM-Herausforderer im Cruisergewicht.
Als Amateur war er im Schwergewicht unter anderem Europameister 2004 und Weltmeister 2005 sowie Teilnehmer der Olympischen Sommerspiele 2004 in Athen.

## Amateurkarriere
Alexejew wurde 1999 Russischer Juniorenmeister im Halbschwergewicht und gewann in dieser Gewichtsklasse auch die Junioren-Europameisterschaft 1999 in Rijeka, wobei er unter anderem Marijo Šivolija und Petro Romanow besiegte.
2002 wurde er mit einem Finalsieg gegen Roman Romantschuk erstmals Russischer Meister im Schwergewicht und gewann die im selben Jahr ausgetragene CISM-Militärmeisterschaft in Curragh, wobei er im Finale Dieter Roth bezwang.
2003 wurde er mit einem erneuten Finalsieg gegen Roman Romantschuk wieder Russischer Meister im Schwergewicht und startete bei der Weltmeisterschaft 2003 in Bangkok, wo er unter anderem mit einem Sieg gegen Steffen Kretschmann bis in das Finale kam, wo er knapp mit 15:18 gegen Odlanier Solís unterlag und Vizeweltmeister wurde. Zudem gewann er die im selben Jahr stattfindenden Sommer-Militärweltspiele in Catania mit einem finalen Sieg gegen Jaroslavas Jakšto.
Bei der Europameisterschaft 2004 in Pula gewann er unter anderem mit Siegen gegen Milorad Gajović, Vüqar Ələkbərov, Vedran Đipalo und Wiktar Sujeu die Goldmedaille im Schwergewicht und startete daraufhin auch bei den Olympischen Sommerspielen 2004 in Athen, wo er im Achtelfinale mit 21:24 gegen den späteren Olympiasieger Odlanier Solís ausschied.
2005 wurde er mit einem Finalsieg gegen Jewgeni Romanow zum dritten Mal Russischer Schwergewichtsmeister und gewann im selben Jahr die Weltmeisterschaft in Mianyang, wobei er sich jeweils gegen Brad Pitt, Tschenis Taumurinow, József Darmos, Alexander Powernow und Elçin Əlizadə durchgesetzt hatte.
Er beendete seine Amateurkarriere nach 246 Kämpfen mit 229 Siegen.

## Profikarriere
Alexejew begann seine Profikarriere im Januar 2006 beim deutschen Universum-Partner Spotlight Boxing von Dietmar Poszwa und wechselte Anfang des Jahres 2011 zum ECB Team von Erol Ceylan. Einer seiner Trainer war Fritz Sdunek.
Er gewann 16 Kämpfe in Folge, davon 15 vorzeitig und boxte daraufhin am 17. Januar 2009 im Castello Düsseldorf um den Interims-Weltmeistertitel der WBO im Cruisergewicht, verlor den Kampf jedoch durch Aufgabe nach der neunten Runde (TKO) gegen Victor Ramírez.
Nach drei folgenden Siegen verlor er dann in einem WBO-Titelausscheidungskampf am 17. Juli 2010 in der Sport- und Kongresshalle Schwerin durch K. o. in der zweiten Runde gegen Denis Lebedew.
In seinen folgenden sechs Kämpfen blieb er wieder ungeschlagen und wurde am 4. Februar 2012 in der Frankfurter Fraport Arena mit einem Sieg gegen Enad Licina EBU-Europameister im Cruisergewicht, wobei er den Titel am 11. Mai 2012 in der EWS Arena von Göppingen mit einem Unentschieden gegen Fırat Arslan verteidigen konnte.
Am 23. November 2013 boxte er in der Bamberger Stechert Arena gegen Yoan Hernández um den IBF-Weltmeistertitel im Cruisergewicht und verlor den Kampf durch K. o. in der zehnten Runde. Im Anschluss beendete er aus gesundheitlichen Gründen seine Karriere.

## Sonstiges
Alexejew ist in Usbekistan geboren und aufgewachsen, ehe er mit 12 Jahren in das russische Samara zog und dort mit dem Boxsport begann.
Nach seiner Wettkampfkarriere wurde er 2013 Promoter im ECB Team. Zuvor hatte er ein Jurastudium und eine Logistik-Ausbildung abgeschlossen.